# Danny Demyanenko
Danny Demyanenko Jiménez (Toronto, 13 luglio 1994) è un pallavolista canadese, centrale della M&G.

## Biografia
Nasce a Toronto da padre dominicano e madre ucraina, della quale utilizza il cognome.

## Carriera

### Club
Muove i primi passi a livello scolastico, giocando per la St. Michael's, dalla quale approda alla lega universitaria U Sports (precedentemente chiamata CIS), alla quale partecipa per un quinquennio con la McMaster.
Nella stagione 2017-18 inizia la carriera da professionista in Ligue A, dove difende i colori dello Spacer's Toulouse per un triennio, dopo il quale, nel campionato 2020-21, approda al Montpellier, militandovi per quattro annate e aggiudicandosi uno scudetto e una Supercoppa francese. Nella stagione 2024-25 si trasferisce in Italia, dove è di scena in Superlega con la neopromossa M&G.

### Nazionale
Nel 2012 viene convocato dalla nazionale canadese under 21 che si aggiudica la medaglia d'argento al Campionato nordamericano, venendo anche premiato come miglior attaccante; un anno dopo partecipa anche al campionato mondiale.
Debutta in nazionale maggiore nel 2017, in occasione della Coppa panamericana. In seguito vince la medaglia di bronzo alla NORCECA Champions Cup 2019, alla quale fa seguito la conquista dell'argento al campionato nordamericano 2021, bissato nell'edizione 2023, nella quale viene anche premiato come miglior centrale.

## Palmarès

### Club
- Campionato francese: 1

2021-22
- Supercoppa francese: 1

2022

### Nazionale (competizioni minori)
- Campionato nordamericano under 21 2012
- NORCECA Champions Cup 2019

### Premi individuali
- 2012 - Campionato nordamericano under 21: Miglior attaccante
- 2023 - Campionato nordamericano: Miglior centrale